# 콜드 크릭
《콜드 크릭》(영어: Cold Creek Manor)은 미국, 영국, 캐나다에서 제작된 마이크 피기스 감독의 2003년 스릴러 드라마 영화이다. 데니스 퀘이드 등이 출연하였고, 애니 스튜어트 등이 제작에 참여하였다.

## 줄거리
다큐멘터리 제작자 쿠퍼 틸슨과 리아 부부는 뉴욕 생활에 질려 딸 크리스틴과 아들 제시를 데리고 교외로 나와 다 쓰러져가는 귀신 들린 집 콜드 크리크 저택(Cold Creek Manor)을 구매한다.
쿠퍼는 이 저택을 개조하면서 뺑소니로 감옥에 들어갔다가 막 출소한 전 주인 데일 매시를 고용한다. 이후 쿠퍼가 신원 불명의 차에게 쫓기고 집에서 독사가 들끓는 등 데일의 짓으로 의심되는 사건들이 벌어진다. 또한 쿠퍼는 데일이 여자친구 루비를 학대하는 장면을 목격한다.
쿠퍼는 몇 년 전 실종된 데일의 아내와 아이들이 실은 데일에게 살해되었다고 의심하다가 차고 진입로의 자갈에서 치아가 붙은 교정 장치를 발견한다. 쿠퍼는 이를 사진과 대조하여 데일의 딸이 끼던 것임을 확인한다. 쿠퍼는 가족들의 안위를 염려해 아내와 자녀들을 뉴욕으로 보내고 데일의 범죄 증거를 더 조사해나간다. 데일은 그 사이 양로원에 찾아가 치매를 앓지만 자신의 범죄를 알고 있는 아버지를 베개로 눌러 죽인다.
리아는 악마의 목구멍이라고 불리는 우물의 존재를 알게 되자 아이들을 두고 돌아온다. 부부는 그 안에서 데일의 아내와 딸들의 시체 잔해를 발견한다. 데일은 부부 역시 죽여 악마의 목구멍에 버리려 하지만 부부가 협공으로 반격하여 데일을 죽인다.
데일의 아내와 딸들은 물론 데일까지도 콜드 크리크 저택 가족 묘지에 매장된다. 틸슨 가족은 계속 콜드 크리크 저택에서 살아간다.

## 출연진
- 데니스 퀘이드 - 쿠퍼 틸슨 역
- 샤론 스톤 - 리아 틸슨 역
- 스티븐 도프 - 데일 매시 역
- 줄리엣 루이스 - 루비 퍼거슨 역
- 크리스틴 스튜어트 - 크리스틴 틸슨 역
- 크리스토퍼 플러머 - 시어도어 매시 역
- 데이나 에스컬슨 - 애니 퍼거슨 보안관 역

## 기타 제작진
- 배역: 어맨다 매키 존슨, 캐시 샌드리치 겔펀드
- 미술: 레슬리 딜리
- 의상: 마리실비 더보